# Diana Weavers
Diana Weavers (Darfield, 4. svibnja 1975.) je novozelandska hokejašica na travi. Igra na mjestu obrambene igračice.
Svojim igrama je izborila mjesto u novozelandskoj izabranoj vrsti. 
2005. je bila dokapetanicom u djevojčadi i bila je jedna od tri igračice (druge dvije su bile Lizzy Igasan i Suzie Muirhead) koje su preostale od djevojčadi koja je sudjelovala na Olimpijskim igrama u Sydneyu. 
Diana Weavers je s Lizzy Igasan činila obrambeni par i bila je poznata po svojem startanju, dobrom dosegu i pregledu na poziciji čistog zadnjeg braniča. 
Bila je proglašena Novozelandskom igračicom godine 2003.
U sezoni 2004. je postigla šest pogodaka za Canterbury Cats.
2005. je otišla iz Canterburyja u Maketu, gdje igra u muškom hokejaškom natjecanju u Taurangi, radi poboljšavanje svojih vještina. 
Ima jaki udarac pri izvođenju kaznenog udarca iz kuta i kao Lizzy Igasan ju se koristi kao drugo rješenje za najboljeg strijelca u sastavu, Niniwom Roberts-Lang.

## Sudjelovanja na velikim natjecanjima
- 1998.: Igre Commonwealtha u Kuala Lumpuru, 4. mjesto
- 1998.: SP u Utrechtu, 6. mjesto
- 1999.: Trofej prvakinja u Brisbaneu, 5. mjesto
- 2000.: izlučna natjecanja za OI 2000., održana u Milton Keynesu, 1. mjesto
- 2000.: OI u Sydneyu, 6. mjesto
- 2000.: Trofej prvakinja u Amstelveenu, 6. mjesto
- 2001.: Trofej prvakinja u Amstelveenu, 5. mjesto
- 2002.: Igre Commonwealtha u Manchesteru, 4. mjesto
- 2002.: Trofej prvakinja u Macau, 5. mjesto
- 2002.: SP u Perthu: 11.
- 2003.: Champions Challenge u Cataniji, 4. mjesto
- 2004.: izlučna natjecanja za OI 2004., održana u Aucklandu, 3. mjesto
- 2004.: OI u Ateni, 6. mjesto
- 2004.: Trofej prvakinja u Rosariju, 6. mjesto
- 2006.: Igre Commonwealtha u Melbourneu, 4. mjesto
- 2006.: izlučna natjecanja za SP 2006., održana u Rimu, 7. mjesto

## Nagrade
- novozelandska igračica godine 2003.